# Sam Thompson
Sam Thompson (ur. 11 listopada 1992 w Chicago) – amerykański koszykarz, występujący na pozycji skrzydłowego, obecnie zawodnik Grand Rapids Drive.
31 października 2015 roku został wybrany w drafcie do D-League przez Grand Rapids Drive z numerem 7.

## Osiągnięcia
NCAA
- Zaliczony od składu Honorable Mention All-Big Ten (2015)[2]